# One Breath
One Breath – drugi studyjny album angielskiej wokalistki Anny Calvi, wydany 7 października 2013 roku przez Domino Records. We wrześniu 2014 płyta zdobyła nominację do Mercury Prize

## Informacje o albumie
One Breath został nagrany w ciągu sześciu tygodni w studiu Black Box we Francji, produkcja i miksowanie zostały dokończone w Teksasie przez producenta Johna Congletona. Calvi określiła album jako „czas, kiedy musiała otworzyć się na prawdę o sobie, i płyta jest o tym, jak bardzo jest to przerażające, straszne i fascynujące. Jest także pełen nadziei, ponieważ co musi się zdarzyć jeszcze się nie wydarzyło”. W rozmowie z NME powiedziała, że One Breath dotyczy jej zmagań z depresją, co jest odzwierciedlone między innymi w piosence Suddenly. Jest to przedstawienie sytuacji osoby, która „nie wie jak pokonać depresję, a zarazem nie chce już w niej tkwić, więc po prostu zostawia całe swoje życie za sobą”. Utwór „Sing To Me” dotyczy natomiast jej fascynacji Marią Callas. Wytwórnia określiła „One Breath” jako „odważny i przekonujący album, który rozpoczyna nowy, ekscytujący rozdział w karierze tej wyjątkowej artystki.”
Okładka płyty została stworzona przez fotografa Rogera Deckkera.

## Promocja
Pierwszy singel z płyty One Breath, zatytułowany „Eliza”, miał swoją premierę 19 sierpnia 2013 roku o godzinie 11:00 w audycji Lauren Laverne w radiu BBC Radio 6. Został bardzo dobrze przyjęty przez portal DIY, który określił brzmienie utworu jako „filmowe”. Piosenka została oficjalnie wydana cyfrowo oraz w formie płyty gramofonowej 1 października 2013 roku, wraz z utworem spoza płyty pod tytułem „A Kiss To Your Twin” jako B-side. Edycja specjalna „One Breath” zawiera również bonusowy singel siedmiocalowy, który zawierał dwie premierowe piosenki: „Endless World” i „1970s Wind”.
„Suddenly”, drugi singel z płyty, ukazał się 23 grudnia tego samego roku w formie singla siedmiocalowego oraz cyfrowej. Znalazła się na nim także jej wersja utworu Bruce’a Springsteena „Fire”. Do piosenki powstał teledysk, który miał swoją premierę 6 listopada i został wyreżyserowany przez Emmę Nathan.
„Piece by Piece”, trzeci singel, został wydany 31 marca 2014 roku w formie cyfrowej i nie zawierał żadnych dodatkowych utworów.

## Recenzje
Album One Breath uzyskał pozytywne recenzje ze strony krytyków. Katherine St. Asaph z Pitchforka podkreśliła w swojej recenzji, iż album jest „bardziej mroczny i agresywny niż jej poprzednie nagrania”. Jednocześnie uznała, „że ciężko stwierdzić, że One Breath jest subtelnym albumem, gdyż najlepsze piosenki to te, które takie nie są”. Autorka recenzji za wadę albumu uznała brak spójności całego albumu. James Christopher Monger z AllMusic stwierdził, iż piosenki z albumu One Breath są „trudniejsze w odbiorze i jej bardziej konserwatywni fani mogą mieć problem z przebrnięciem przez album. Jednakże cały klimat płyty pozwala złagodzić jego trudniejsze momenty”. Autor recenzji wynotował także podobieństwa w brzmieniu do późnej twórczości Scotta Walkera.” Hermione Hoby z The Guardian uznała, że Calvi „ma głos, z którym łatwo byłoby popaść w kiczowaty melodramat, na szczęście jest na to zbyt mądra.” Płytę określiła jako „cudownie słodką i dziką zarazem” oraz „każda piosenka podkreśla jej wprawną inteligencję”, chwaląc jednocześnie jej zdolności wokalne oraz różnorodność jej śpiewu.

## Lista piosenek
1. „Suddenly” – 3:34
2. „Eliza” – 3:38
3. „Piece by Piece” – 3:16
4. „Cry” – 2:54
5. „Sing to Me” – 4:01
6. „Tristan” – 2:42
7. „One Breath” – 4:43
8. „Love of My Life” – 3:06
9. „Carry Me Over” – 5:27
10. „Bleed Into Me” – 3:41
11. „The Bridge” – 2:08

## Skład
- Anna Calvi – śpiew, gitara, wibrafon
- Mally Harpaz – marimba, wirafon, fisharmonia, cymbały
- Daniel Maiden-Wood – instrumenty perkusyjny, chórki, marimba,
- John Baggott – syntezatory, organy, syntezator basowy, fortepian, fortepian preparowany
- Fiona Brice – aranżacje strunowe, dyrygowanie